# Puiestee tänav
La rue Puiestee (estonien : Puiestee tänav) est une rue de Tartu en Estonie.

## Présentation
La rue commence à partir des rues Põllu tänav et Aruküla tee. 
La rue s'étend jusqu'à l'intersection avec la rue Jaama tänav à l'intersection des rues Paju tänav et Männi tänav.
La rue Puiestee parcourt presque 3 km.
La rue Puiestee croise la route de Narva devant l'église Saint-Pierre. 
Le nouveau cimetière de Saint-Jean, l'ancien cimetière de Saint-Pierre et le nouveau cimetière de Saint-Pierre sont situés en bordure de la rue Puiestee tänav. 
Le collège de l'Université de technologie de Tallinn est situé au 78, rue Puiestee.

## Lieux et bâtiments

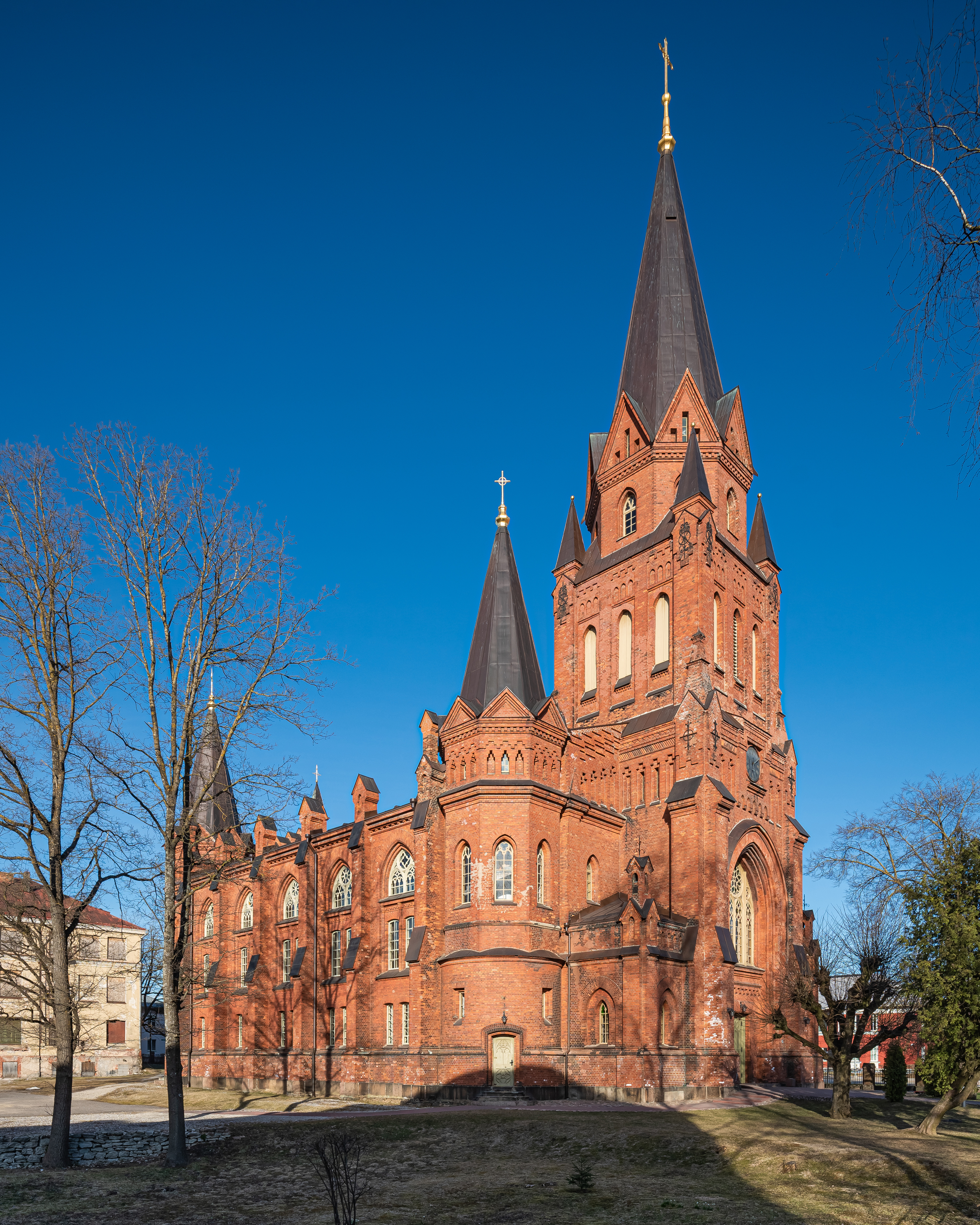
Église Saint-Pierre
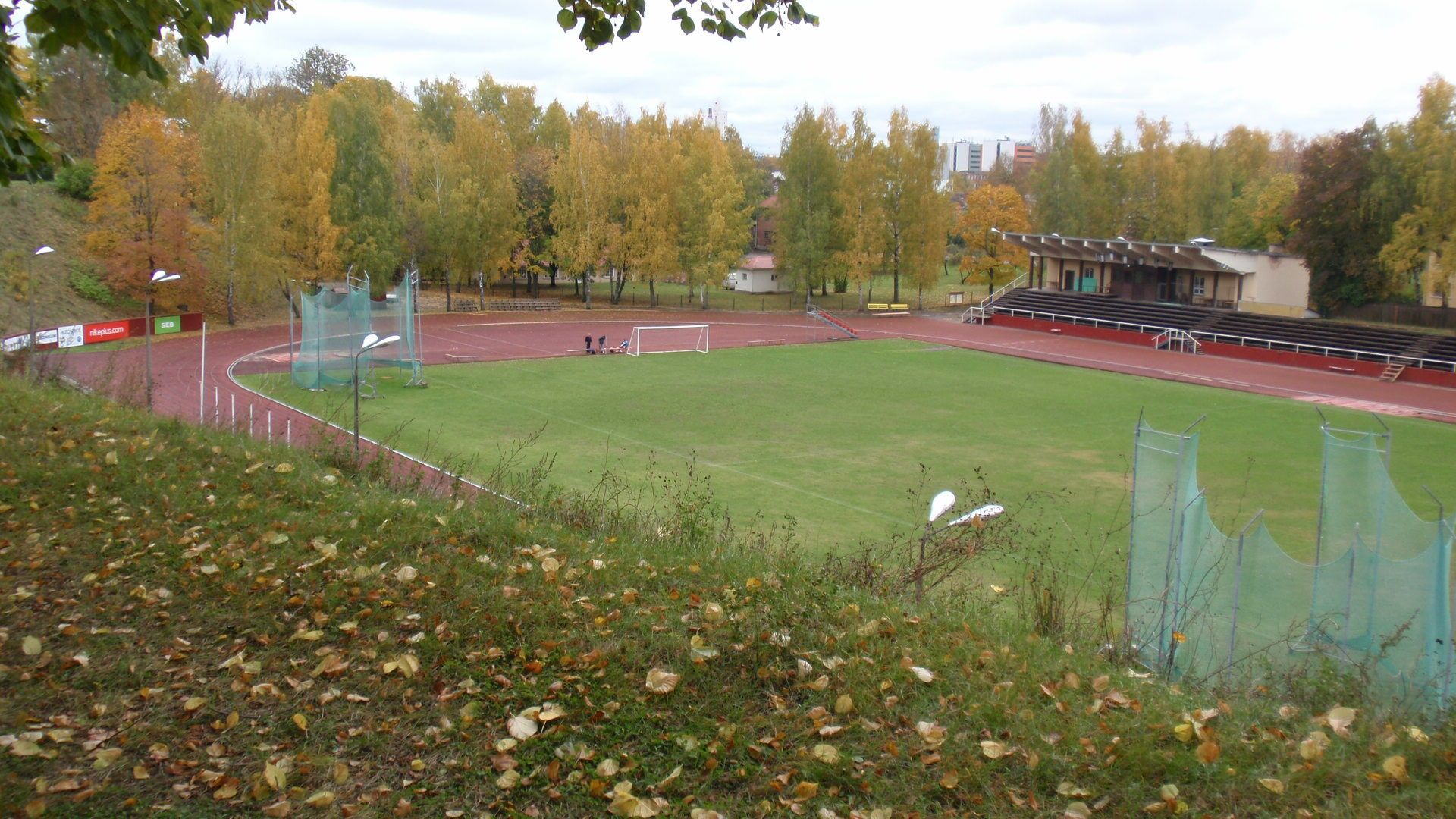
Stade de l’université.
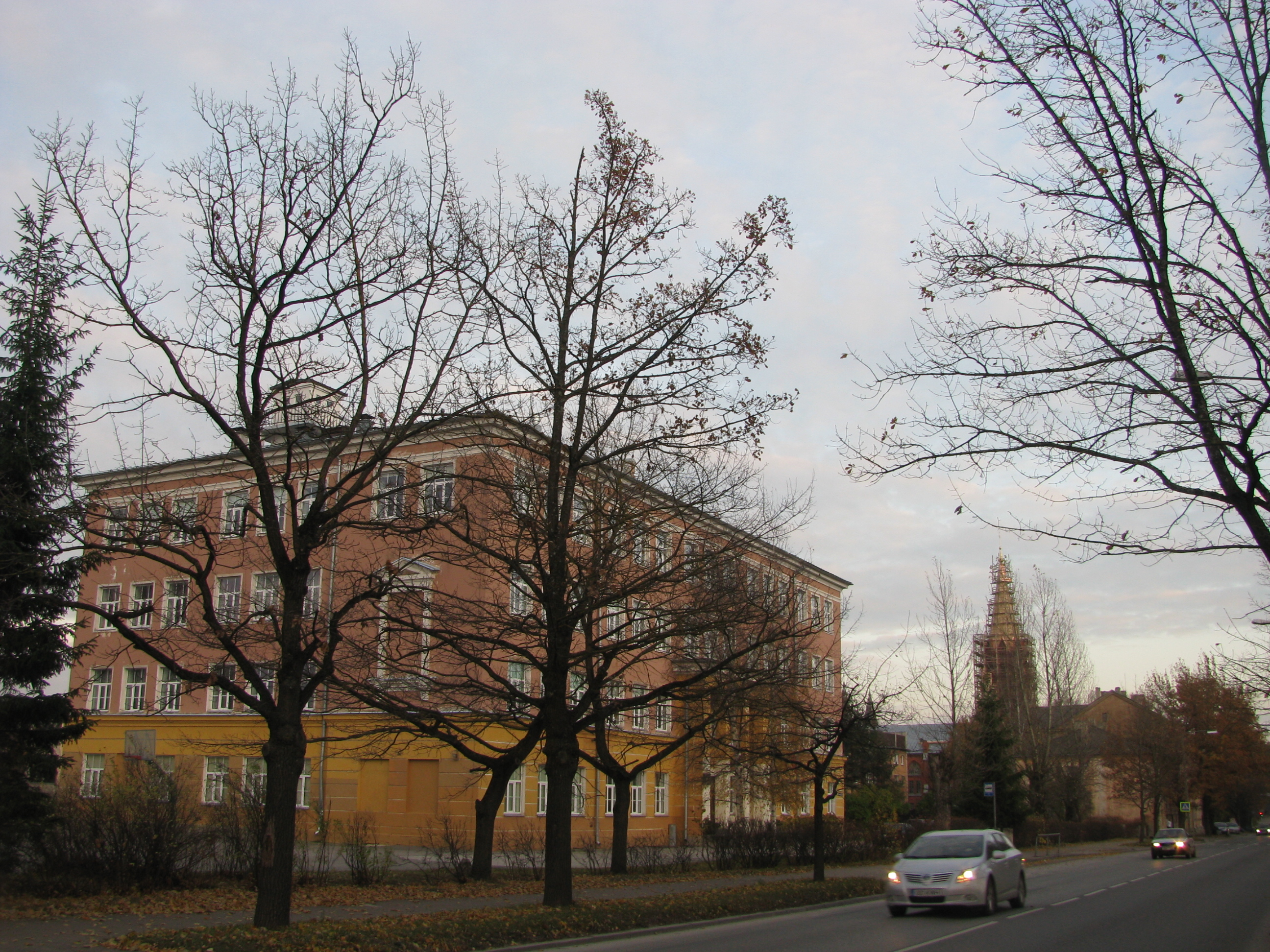
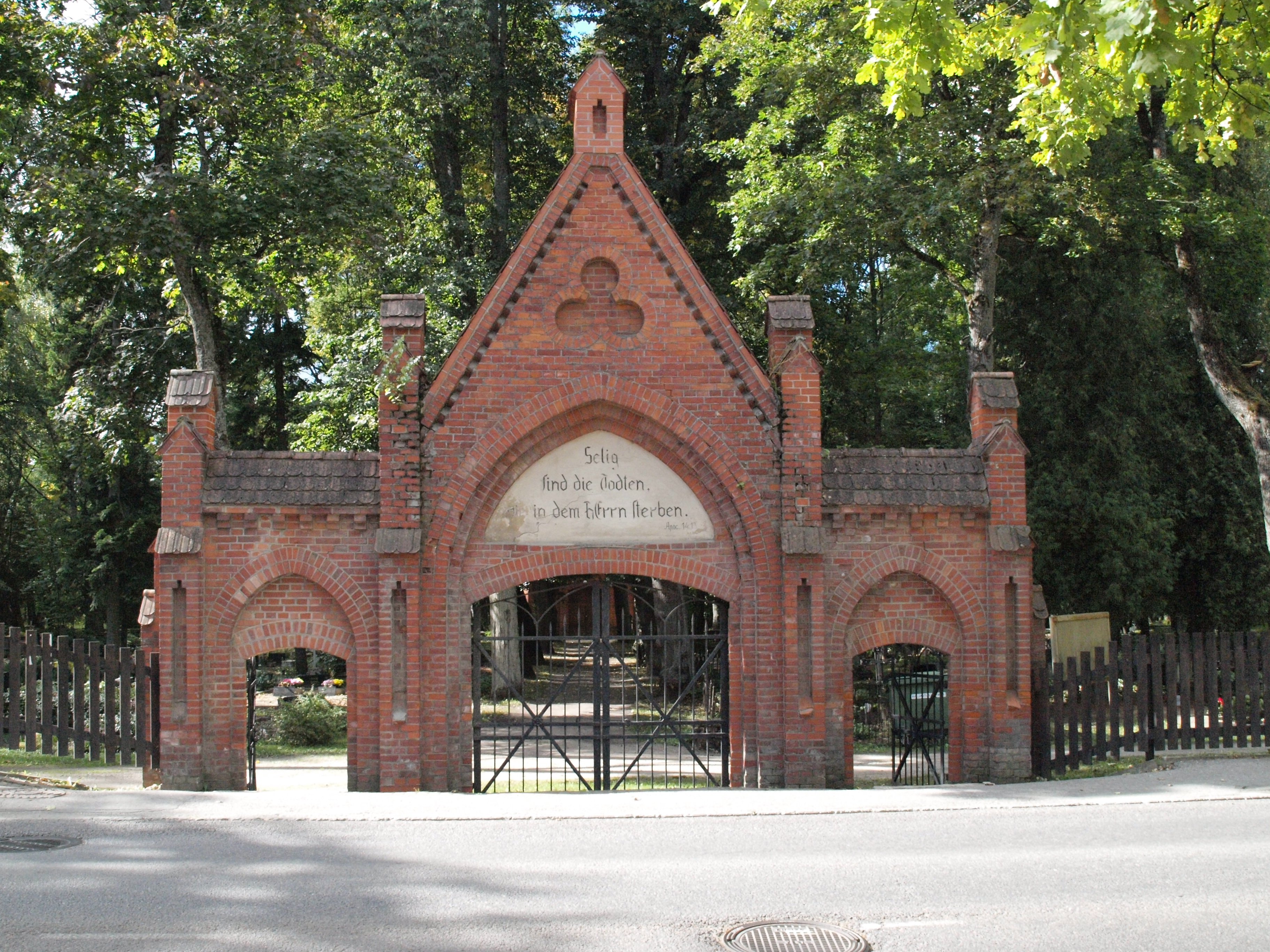
Nouveau cimetière de Saint-Jean
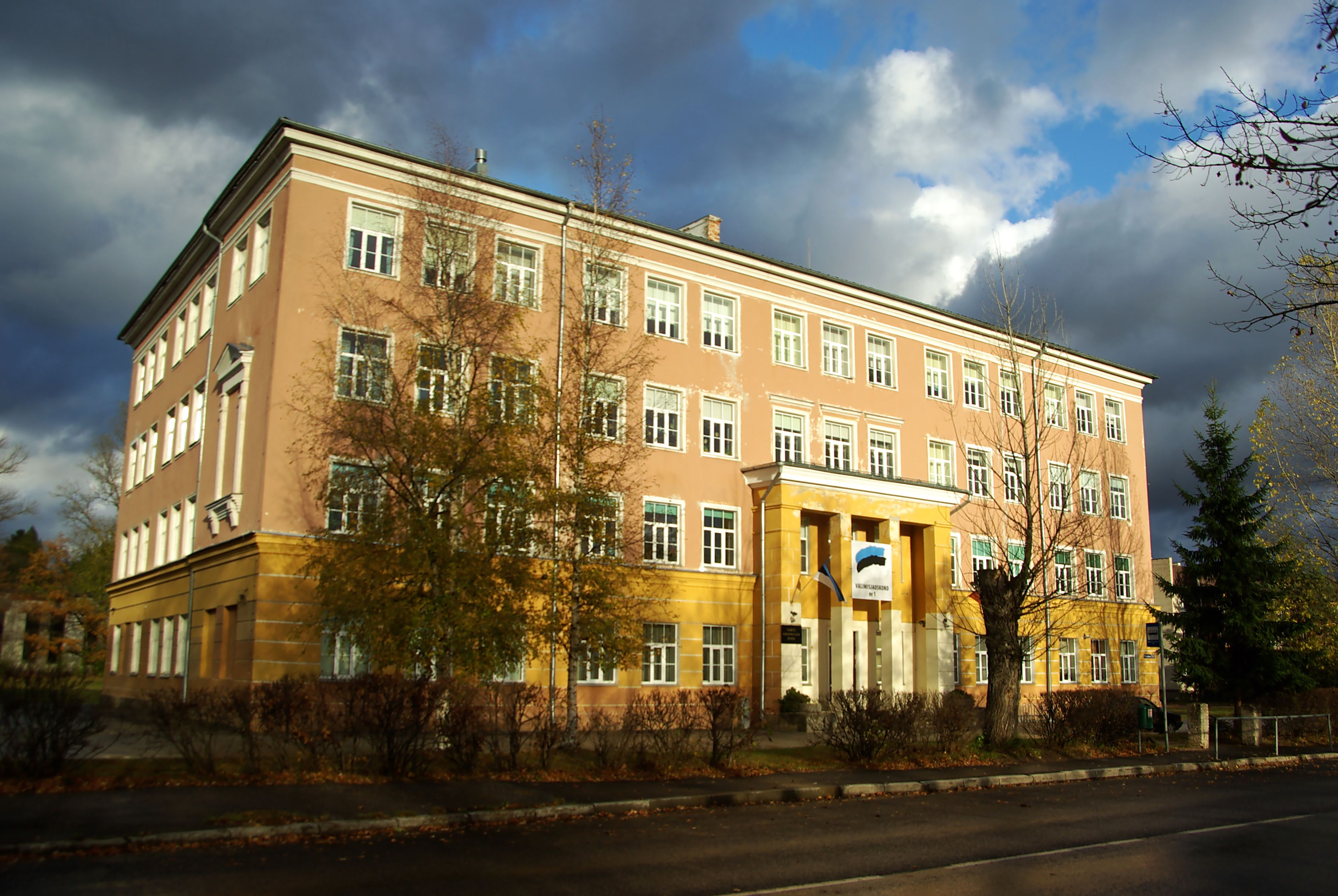
Puiestee 62.
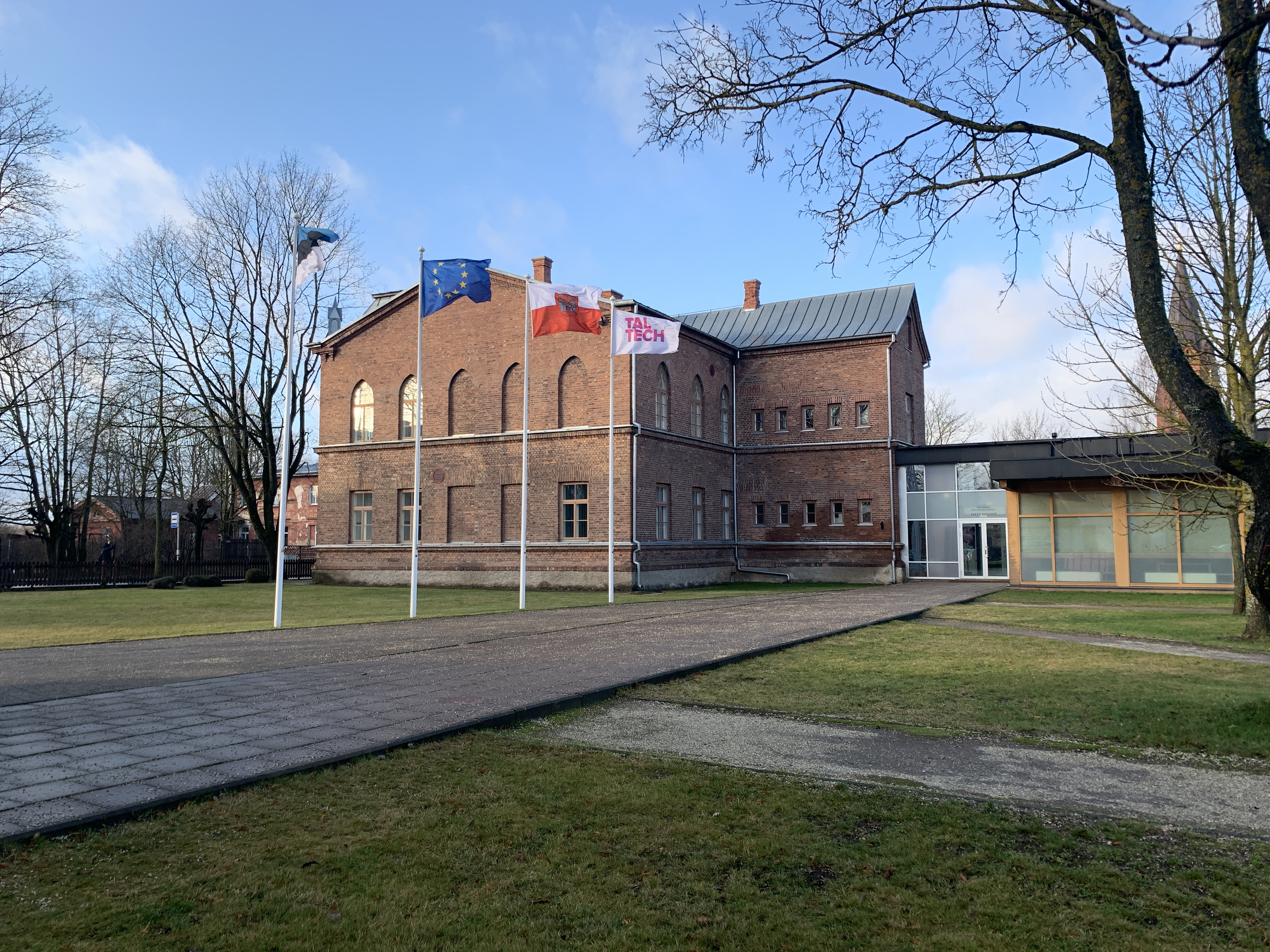
Puiestee 78.